# I Can't Let Go
I Can't Let Go è un brano musicale scritto da Chip Taylor e Al Gorgoni.
Il brano è stato originariamente inciso da Evie Sands nel 1965, ma ha guadagnato maggior popolarità come singolo pubblicato dal gruppo The Hollies nel 1966.
La canzone è stata anche interpretata da Linda Ronstadt nel 1980, inserita nel suo album Mad Love.

## Tracce
- 7" (UK)

1. I Can't Let Go
2. Running Through the Night

- 7" (USA)

1. I Can't Let Go
2. I've Got A Way Of My Own